# 어틀스퍼드

어틀스퍼드의 위치

어틀스퍼드(영어: Uttlesford)는 잉글랜드 에식스주에 위치한 비도시 자치구로 중심 도시는 새프런월든이며 인구는 84,042명(2014년 기준), 면적은 641.18km2이다.